# Episema funesta
Episema funesta là một loài bướm đêm trong họ Noctuidae.